# Гамбія на Чемпіонаті світу з водних видів спорту 2015
Гамбія взяла участь у Чемпіонаті світу з водних видів спорту 2015, який пройшов у Казані (Росія) від 24 липня до 9 серпня.

## Плавання
Плавці Гамбії виконали кваліфікаційні нормативи в дисциплінах, які наведено в таблиці (не більш як 2 плавці на одну дисципліну за часом нормативу A, і не більш як 1 плавець на одну дисципліну за часом нормативу B):
Чоловіки
| Спортсмен    | Дисципліна          | Попередній заплив | Попередній заплив | Півфінал        | Півфінал        | Фінал           | Фінал           |
| Спортсмен    | Дисципліна          | Час               | Місце             | Час             | Місце           | Час             | Місце           |
| ------------ | ------------------- | ----------------- | ----------------- | --------------- | --------------- | --------------- | --------------- |
| Пап Джонга   | 50 м вільним стилем | 27.24             | =94               | Завершив виступ | Завершив виступ | Завершив виступ | Завершив виступ |
| Пап Джонга   | 50 м батерфляєм     | 32.36             | 78                | Завершив виступ | Завершив виступ | Завершив виступ | Завершив виступ |
| Момоду Сайне | 50 м брасом         | 41.49             | 75                | Завершив виступ | Завершив виступ | Завершив виступ | Завершив виступ |